# HMS Courageous (S50)
El HMS Courageous (S50) de la Marina Real Británica fue un submarino nuclear de la clase Churchill en servicio de 1971 a 1992.
En 2021, los planes para establecer un Centro de la Guerra Fría en torno al Courageous entraron en su primera fase de implementación, con el apoyo del Museo Nacional de la Marina Real británica.

## Historial operativo
En 1982, Courageous junto con su barco gemelo, el HMS Conqueror, fue enviado a la guerra de las Malvinas con el grupo de trabajo británico para recuperar las Islas Malvinas de las fuerzas argentinas. Regresó a casa más adelante en el año sin daños. Courageous fue retirado del servicio en 1992.
Durante los HMNB Devonport Navy Days 2006, uno de los miembros del equipo que restauró el HMS Courageous señaló que el HMS Valiant fue uno de los primeros submarinos de la Royal Navy a los que se les quitó el reactor nuclear. Como el Valiant había sido destrozado estéticamente por este trabajo, el HMS Courageous fue seleccionado para que el barco del museo representara la flota de submarinos nucleares de la Royal Navy durante la Guerra Fría. Se eliminaron componentes del HMS Valiant para restaurar Courageous.El HMS Courageous estaba previsto que se trasladara en 2007 de su atracadero actual a un atracadero nuevo, debido al desarrollo del área de HMNB Devonport donde residía.